# Klax (игра)
Klax — логическая игра, разработанная компанией Atari Games и её подразделением Tengen. Её цель состоит в том, чтобы выстроить блоки одинаковых цветов в ряды и заставить их исчезнуть.
Оригинальная версия игры была разработана компанией Atari в виде игрового автомата в 1989 году. Изначально код игры был написан на Amiga Basic и построчно переписан на C. Разработка игры для уже существующей аппаратуры (ранее использованной для игры Escape From the Planet of the Robot Monsters) заняла несколько недель.
В 1990—1992 годах игра была портирована на большинство домашних систем того времени — компьютеры Amiga, Amstrad CPC, Atari ST, Commodore 64, MSX, PC/MS-DOS, Sam Coupe, ZX Spectrum и игровые консоли Atari 2600, Atari 5200, Atari 7800, Atari Lynx, Sega Master System, Sega Game Gear, Sega Mega Drive, NES, Game Boy, Game Boy Color, PC Engine, Amstrad GX4000. Впоследствии игра переиздавалась в составе сборников лучших игр компании Midway для различных современных систем.